# 1999 AN5
1999 AN5 är en asteroid i huvudbältet som upptäcktes 12 januari 1999 av den japanska astronomen Takao Kobayashi vid Ōizumi-observatoriet.
Asteroiden har en diameter på ungefär 3 kilometer.